# USS Conyngham (DD-58)
USS Conyngham (Destroyer No. 58/DD-58) – amerykański niszczyciel typu Tucker zbudowany dla marynarki wojennej Stanów Zjednoczonych w czasie I wojny światowej. Po wojnie służył w amerykańskiej straży przybrzeżnej. Nazwa okrętu pochodziła od Gustavusa Conynghama.
Stępkę niszczyciela położono w stoczni William Cramp and Sons w Filadelfii w lipcu 1914 roku. Sam okręt został zwodowany w lipcu następnego roku. Okręt miał ponad 96 metrów długości, 9,1 m szerokości, a jego standardowa wyporność wynosiła 1090 długich ton (1110 t). Był uzbrojony w cztery działa kal. 102 mm i osiem wyrzutni torpedowych kal. 533 mm. „Conyngham” był napędzany przez dwie turbiny parowe, które mogły rozpędzić go do prędkości 29,5 węzła.
Po wejściu do służby w styczniu 1916 roku okręt odbył rejsy po Atlantyku i Karaibach. Po tym jak Stany Zjednoczone przystąpiły do I wojny światowej, „Conyngham” wszedł w skład pierwszej eskadry niszczycieli amerykańskich wysłanej na wody europejskie. Patrolował Morze Irlandzkie, bazując w Queenstown. Okręt przeprowadził kilka akcji ratowniczych pasażerów i członków załóg statków zatopionych przez U-Booty. Dowódca jednostki otrzymał pochwałę za akcję, która zakończyła się, jak oceniono w tamtym czasie, prawdopodobnym zatopieniem niemieckiego okrętu podwodnego.
Po powrocie do Stanów Zjednoczonych w grudniu 1918 roku „Conyngham” przeszedł remont w Boston Navy Yard. Pozostawał w ograniczonej służbie (ang. reduced commission) do 1921 roku, tylko z krótkimi epizodami aktywnej służby. Po powrocie do pełnej służby na około rok, został wycofany z niej w czerwcu 1922 roku. W czerwcu 1924 roku „Conyngham” został przekazany amerykańskiej straży przybrzeżnej, by wspomóc tę formację w egzekwowaniu prawa o prohibicji, w ramach tzw. patroli rumowych. Pływał pod nazwą USCGC Conyngham (CG-2) do 1933 roku, gdy został zwrócony marynarce. W tym samym roku okręt został przemianowany na DD-58, by zwolnić nazwę „Conyngham” dla innego niszczyciela. Okręt został sprzedany na złom w sierpniu 1934 roku.

## Projekt i budowa
Budowa okrętu została zatwierdzona w 1913 roku, jako drugiej jednostki typu Tucker. Typ ten, tak jak podobny O’Brien, był ulepszoną wersją okrętów typu Cassin, zatwierdzonych do budowy w 1911 roku. Kontrakt na budowę został przyznany firmie William Cramp and Sons z Filadelfii, która położyła stępkę 27 lipca 1914 roku. Okręt otrzymał numer stoczniowy 419. Dwanaście miesięcy później, 8 lipca 1915 roku, „Conyngham” został zwodowany; matką chrzestną okrętu była A.C. Stevens, prapraprawnuczka patrona jednostki – Gustavusa Conynghama (1744–1819), oficera Continental Navy. Po zbudowaniu niszczyciel miał długość 96,1 m i szerokość 9,3 m oraz zanurzenie 2,8 m. Miał standardową wyporność 1090 długich ton (1110 t), a wyporność pełną 1205 długich ton (1224 t).
„Conyngham” był wyposażony w dwie turbiny parowe Curtisa, które z kolei napędzały dwie śruby. Okręt był także wyposażony w dodatkową turbinę parową napędzającą jedną ze śrub, która była wykorzystywana w czasie rejsu z prędkością ekonomiczną. Maszynownia mogła wygenerować moc 18000 SHP i rozpędzić okręt do prędkości 29,5 węzła.
Główna artyleria okrętu składała się z 4 dział kal. 102 mm L/50 Mark 9. Każde działo ważyło ponad 2800 kg. Działa wystrzeliwały 15-kilogramowe pociski przeciwpancerne z prędkością początkową 880 m/s. Przy podniesieniu luf równym 20° pociski miały zasięg 14 560 metrów.
„Conyngham” był także wyposażony w osiem wyrzutni torped kal. 533 mm. Główna Izba Marynarki Wojennej Stanów Zjednoczonych zalecała umieszczenie dwóch dział przeciwlotniczych na każdej jednostce typu Tucker, a także zapewnienie możliwości postawienia 36 min morskich; źródła nie podają jednak, czy te rekomendacje zostały wprowadzone w życie na „Conyngham” lub innej jednostce tego typu.

## Początek służby
USS „Conyngham” po raz pierwszy wszedł do służby w United States Navy 21 stycznia 1916 roku, pierwszym dowódcą został komandor porucznik A.W. Johnson. Po wejściu do służby okręt brał udział w manewrach w pobliżu wschodniego wybrzeża USA w 1916 roku. Na początku 1917 roku popłynął na Karaiby na ćwiczenia i gry wojenne. Do Norfolk wrócił 23 marca i dołączył do sił patrolowych 5. Dystryktu Morskiego (ang. 5th Naval District Patrol Force). Wraz z USS „Wadsworth” (DD-60) i USS „Sampson” (DD-63) patrolował podejścia do Chesapeake Bay.

## I wojna światowa
24 kwietnia 1917 roku „Conyngham” wypłynął z Bostonu wraz ze swoim dywizjonem do Queenstown w Irlandii (wtedy będącej częścią Wielkiej Brytanii), w grupie pierwszych niszczycieli amerykańskich mających dołączyć do brytyjskich sił konwojujących statki na wodach europejskich. Amerykańskie okręty patrolowały wody w pobliżu wybrzeża Irlandii i eskortowały konwoje przepływające przez akweny, na których operowały niemieckie okręty podwodne.
Niszczyciele zapewniały także wsparcie ratownicze dla uszkodzonych i zatopionych jednostek. Gdy brytyjski parowiec SS „Karina” został storpedowany i zatopiony przez niemiecki SM UC-75 17 sierpnia 1917 roku „Conyngham” uratował 39 rozbitków. Podobną akcję ratunkową prowadził po zatopieniu brytyjskiego SS „Hartland” 22 listopada, gdy ten został storpedowany przez U-97. Tym razem uratowano 30 członków załogi.
Gdy brytyjski krążownik pomocniczy SS „Orama” i dziesięć niszczycieli (w tym „Conyngham”) eskortowało konwój 12 parowców zmierzających na wschód, 19 października konwój został zaatakowany przez niemiecki okręt podwodny U-62, który wynurzył się wewnątrz grupy. Okręt wystrzelił torpedy w kierunku „Oramy”, zatapiając jednostkę. Obserwatorzy na niszczycielu amerykańskim zauważyli peryskop i szybko przeprowadzili atak bombami głębinowymi w miejscu, gdzie niemiecki okręt się zanurzył. Po ataku na powierzchnię wypłynęła ropa i szczątki. Oficer dowodzący niszczycielem został nagrodzony pochwałą za swoją akcję, a brytyjska Admiralicja przyznała niszczycielowi „prawdopodobne zatopienie” okrętu podwodnego. U-62 jednak przetrwał atak.

## Okres powojenny
Po tym jak 11 listopada 1918 roku Niemcy podpisały kapitulację, „Conyngham” wypłynął z Queenstown 14 grudnia do Bostonu na przegląd. Od lutego do kwietnia 1919 roku niszczyciel uczestniczył w ćwiczeniach floty i manewrach dywizjonu na Karaibach. Po powrocie do Bostonu został skierowany do ograniczonej służby (ang. reduced commission), w której pozostawał do 1921 roku.
W czerwcu 1921 roku „Conyngham” towarzyszył kubańskiemu okrętowi, który przewoził szczątki byłego prezydenta Kuby Jose Gómeza do Hawany. Niszczyciel wrócił do Newport (Rhode Island) na letnie ćwiczenia eskadry i, po przezimowaniu w Charleston, w marcu 1922 roku zameldował się w stoczni marynarki wojennej w Filadelfii w celu dezaktywacji. Został tam wycofany ze służby 23 czerwca 1922 roku.

## Służba w amerykańskiej straży przybrzeżnej
17 stycznia 1920 roku została w USA wprowadzona w życie prohibicja. Wkrótce bardzo zwiększył się przemyt produktów alkoholowych wzdłuż wybrzeża Stanów Zjednoczonych. Departament Skarbu zdał sobie sprawę, że amerykańska straż przybrzeżna nie ma odpowiedniej ilości jednostek, by prowadzić z odpowiednią intensywnością patrole. By rozwiązać ten problem, prezydent Calvin Coolidge w 1924 roku wyraził zgodę na przekazanie z US Navy do USCG dwunastu starych niszczycieli znajdujących się wtedy w rezerwie lub poza służbą.
„Conyngham” został reaktywowany i przekazany do Departamentu Skarbu 7 czerwca 1924 roku z przeznaczeniem dla Straży Przybrzeżnej. Otrzymał oznaczenie CG-2 i wszedł do służby 8 marca 1925 roku. Dołączył do tzw. patroli rumowych mających na celu egzekwowanie prawa o prohibicji.
Po tym jak amerykański Kongres w lutym 1933 roku przyjął 21. poprawkę do konstytucji znoszącą prohibicję, postanowiono, że okręt powróci do marynarki. 27 maja 1933 roku „Conyngham” dotarł do Philadelphia Naval Shipyard i został tam wycofany ze służby dziewięć dni później, 5 czerwca. Okręt został przekazany US Navy 30 czerwca. Następnie niszczyciel został przemianowany z USS „Conyngham” na USS DD-58, by zwolnić nazwę „Conyngham” dla nowo wybudowanego niszczyciela. DD-58 pozostał poza służbą (ang. noncommissioned status) do momentu skreślenia go z rejestrów floty 5 lipca 1934 roku. Został sprzedany na złom 22 sierpnia zgodnie z ustaleniami londyńskiego traktatu morskiego.